# Bundesstraße 213
Die Bundesstraße 213 (Abkürzung: B 213) ist eine zweigeteilte Bundesstraße in Niedersachsen und bildet einen Teil der historischen Flämischen Straße von Flandern nach Bremen und Hamburg und einen Teil der Straße der Megalithkultur. Der längere südwestliche Teil der Bundesstraße verläuft von der niederländisch-deutschen Grenze bei Nordhorn zur Anschlussstelle Ahlhorn der A 29, der kürzere, nordöstliche Teil von der Anschlussstelle Wildeshausen-West der A 1 bis zur Anschlussstelle Delmenhorst-Deichhorst der A 28. Der Abschnitt Haselünne—Cloppenburg der B 213 ist Teil der Europastraße 233.

## Geschichte
Die Flämische Straße, deren Verlauf die B 213 weitestgehend folgt, war eine Altstraße, deren Alter unbekannt ist. Eine Blütezeit erlebte sie als Landweg zwischen den Hansestädten Lübeck, Hamburg, Bremen, Haselünne, Deventer, Arnheim und Nimwegen sowie den Städten Antwerpen und Brügge. In Deventer zweigte eine Verbindung nach Amsterdam ab.
Die erste Postverbindung zwischen Hamburg und Amsterdam wurde 1650 eingerichtet. Seit 1809 verkehrten die Postkutschen zwischen Bremen und Lingen täglich. Die durchgehende Postkutschenverbindung zwischen Hamburg und Amsterdam wurde 1852 eingestellt, weil die Eisenbahnverbindung über Hannover als schneller und komfortabler empfunden wurde.
Aufgrund der großen Bedeutung dieser Strecke wurde die Teilstrecke zwischen Nordhorn und Lingen bereits 1824 als erste Landverbindung in der Grafschaft Bentheim zur Chaussee ausgebaut. Erst 1825 wurde die Fähre, die zwischen Lingen und Schepsdorf die Ems überquerte, durch eine neu erbaute Brücke ersetzt.
Der Straßenbau im Oldenburgischen Teil der Strecke begann 1837 mit dem Abschnitt Ahlhorn—Cloppenburg. Zwischen 1856 und 1869 wurde der Straßenbau auf der gesamten Strecke zwischen Delmenhorst und Löningen vollendet. Bis 1900 wurde im Großherzogtum Oldenburg eine Mautgebühr (Chausseegeld) zur Finanzierung des Straßenbaus erhoben.
Ursprünglich wies die B 213 eine Vielzahl von Ortsdurchfahrten auf, auch durch die Städte Nordhorn, Lingen, Cloppenburg und Wildeshausen. Die meisten dieser Durchfahrten sind inzwischen durch Umgehungsstraßen ersetzt. Der letzte Engpass, die Ortsdurchfahrt durch Lastrup, wurde am 5. Dezember 2009 durch die Einweihung einer Umgehungsstraße beseitigt. Bis zum Bau der Ortsumgehung Delmenhorst endete die B 213 an der Einmündung in die Bundesstraße 75 (Vorläuferin der A 28 zwischen Oldenburg und Bremen). Heute bildet die Anschlussstelle Delmenhorst-Deichhorst der A 28 das nordöstliche Ende der B 213.
Nach langer politischer Diskussion wurde die B 213 zwischen der Anschlussstelle Ahlhorn der Bundesautobahn 29 und der Anschlussstelle Wildeshausen-West der Bundesautobahn 1 zu einer Gemeindestraße herabgestuft und die Gemeindestraße im Verlauf der Ortsdurchfahrt Ahlhorn für den LKW-Verkehr gesperrt. Fahrzeuge über 7,5 Tonnen, die von Cloppenburg nach Bremen fahren wollen, werden seitdem über die B 72 zur A 1 gelenkt.
Seit Februar 2013 wird an der Ortsumgehung Cloppenburg der B 213 eine neue Anschlussstelle gebaut, die es Verkehrsteilnehmern aus Molbergen erlaubt, ohne Umwege auf die B 213 aufzufahren.
Nordhorn hat 2019 eine Nordtangente erhalten. Auf dem westlichen Abschnitt verläuft die neue Trasse der Bundesstraße 403; den östlichen Abschnitt bildet eine neue Trasse der B 213. Gemeinsam verlaufen beide Straßen über die verlängerte Ostumgehung Nordhorns in Richtung Süden. Das entsprechende Planfeststellungsverfahren wurde am 22. Januar 2008 eingeleitet. Der Planfeststellungsbeschluss erfolgte am 31. Mai 2011, der Bau begann 2015 mit den ersten Brückenbauwerken und wurde am 10. Juli 2019 beendet.

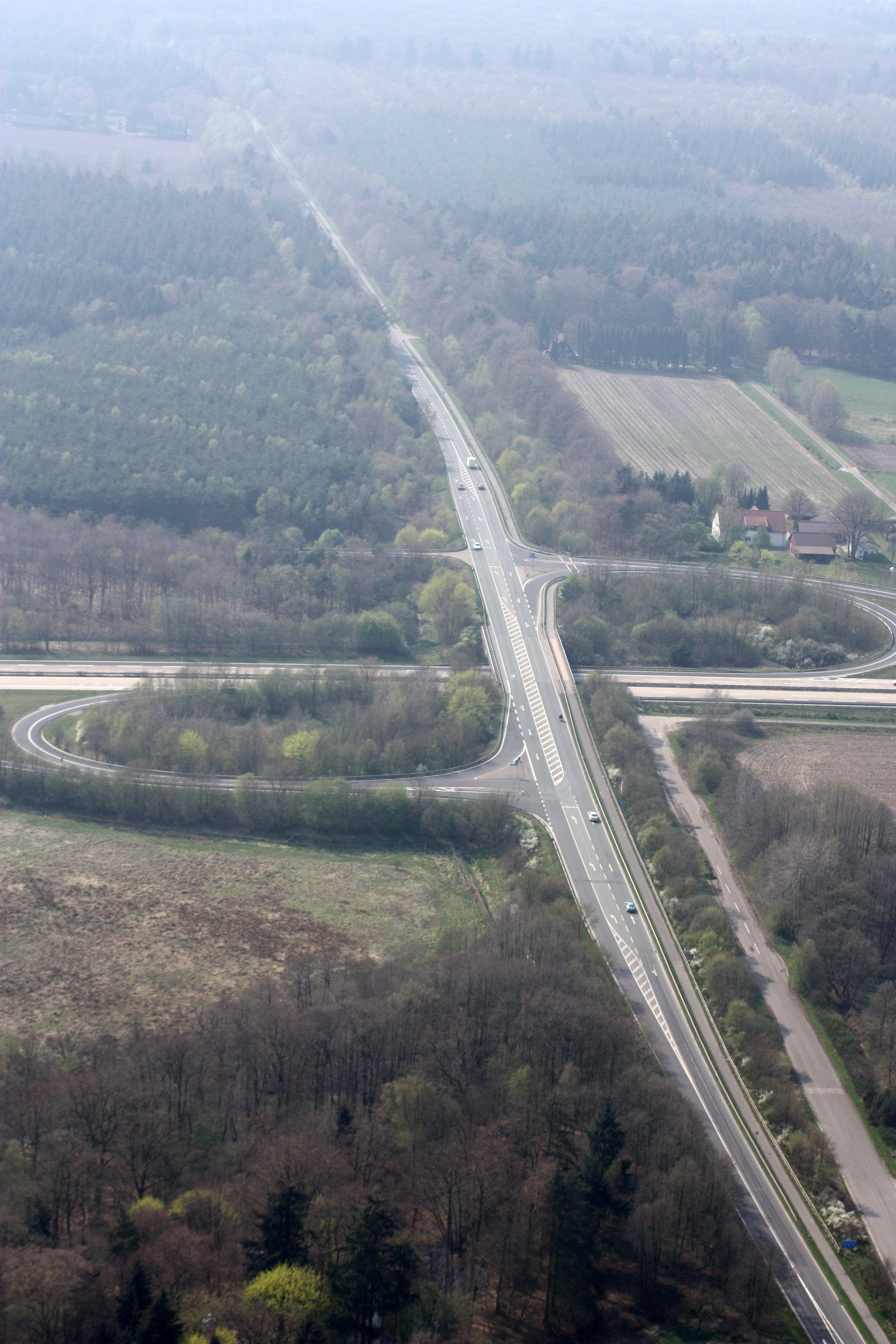
Unterbrechung der B 213 an der Anschlussstelle Ahlhorn der A 29
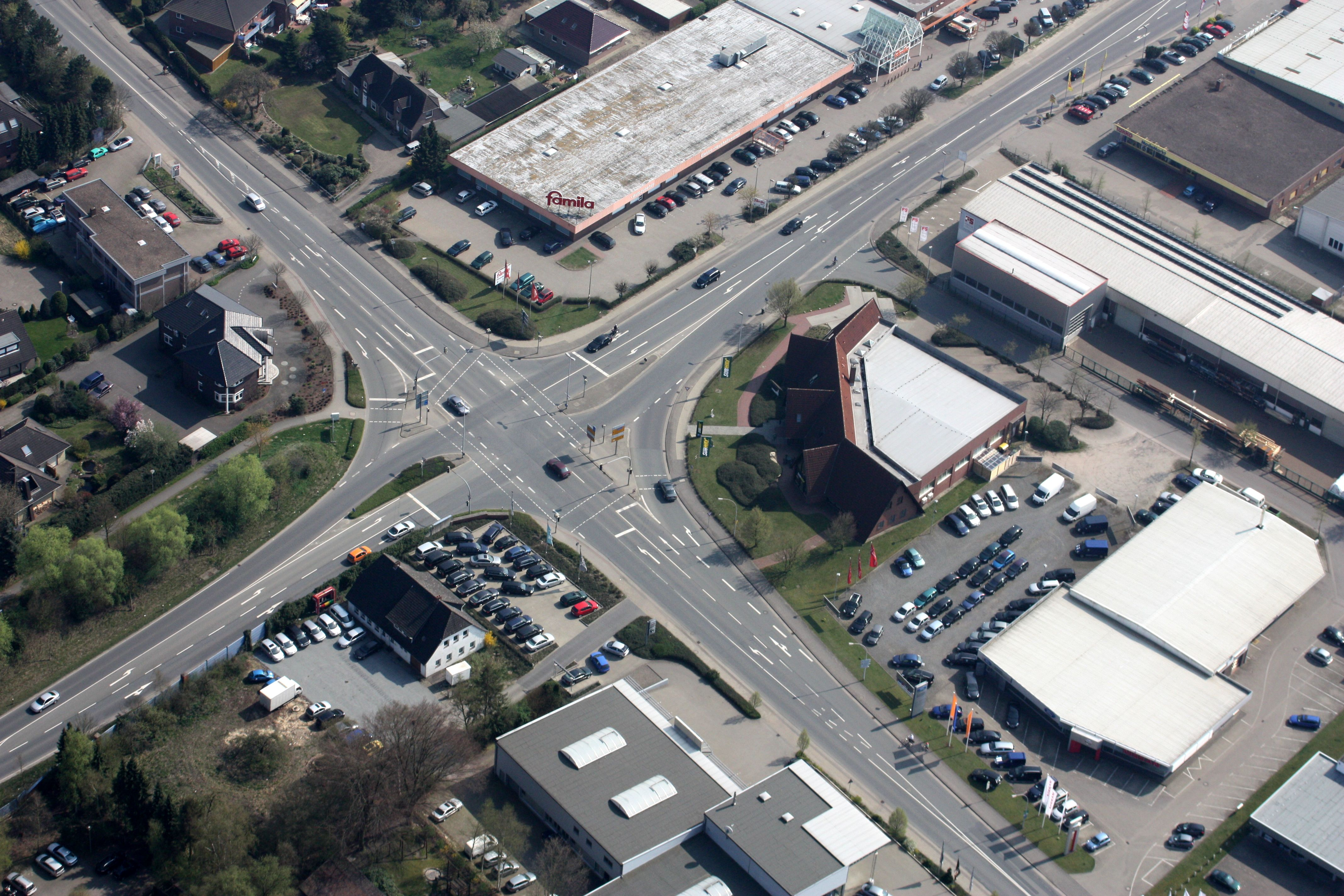
B 213 in Wildeshausen; der Verkehr biegt von der Ahlhorner Straße (unten rechts) nach links ab.
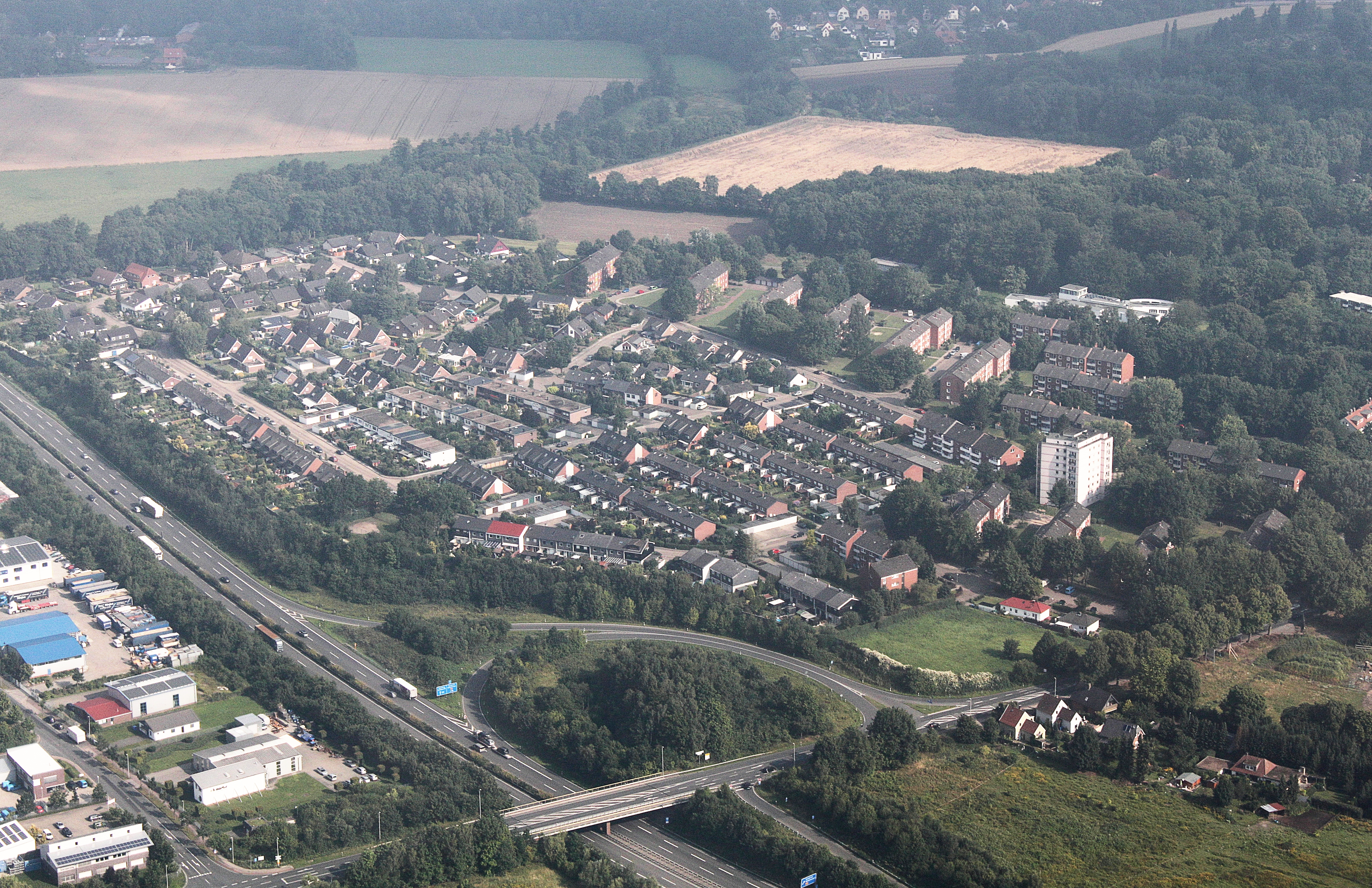
Ende der B 213 an der Anschlussstelle Delmenhorst-West der A 28

## Planungen

### Vierstreifiger Ausbau der B213 zwischen Haselünne und Cloppenburg
Im Bundesverkehrswegeplan 2003 ist das Projekt des Ausbaues der B 402, der B 213 und der B 72 auf der Strecke westlich Meppen (A 31) bis westlich Cloppenburg (B 68) von zwei auf vier Fahrstreifen mit einer Gesamtlänge von 61,0 Kilometern und 218,3 Millionen Euro Gesamtkosten im weiteren Bedarf enthalten. Die Prognose für die Kosten des vierstreifigen Ausbaus sind bis August 2014 um mehr als 329 % auf mittlerweile 719 Millionen Euro gestiegen.
Die Landkreise Emsland und Cloppenburg haben bereits mit den Planungen begonnen. Das Projekt ist in acht Planungsabschnitte unterteilt, von denen sechs die B 213 betreffen. Der dritte Planungsabschnitt mit rund 14,5 Kilometern befindet sich zwischen Haselünne-West (Gut Sautmannshausen, B 402) und der Kreisgrenze Emsland/Cloppenburg östlich von Herzlake. Für Haselünne-Eltern ist eine nördliche Umgehung vorgesehen. Östlich Eltern wird die Trasse die alte B 213 erreichen. Zwischen Eltern und Herzlake soll im Wesentlichen eine südliche Verbreiterung der Bestandsstrecke erfolgen. Im Bereich Herzlake ist eine nördliche Verbreiterung und im weiteren Verlauf bis zur Kreisgrenze eine neue Führung neben der bestehenden Trasse angedacht. Nordwestlich und nordöstlich Haselünne und bei Herzlake sind insgesamt drei Anschlussstellen geplant. Im Januar 2012 wurden die Ergebnisse der Voruntersuchung der Öffentlichkeit vorgestellt.
Der vierte Planungsabschnitt mit einer Länge von rund 10,2 Kilometern umfasst den Bereich zwischen der Landkreisgrenze Emsland/Cloppenburg und östlich Löningen. Die Bundesstraße soll hier künftig nördlich der Bestandstrasse und um Löningen verlaufen, so dass ein Neubau erforderlich ist. Im Zuge dieser Teilstrecke sollen zwei Anschlussstellen errichtet werden, nämlich bei Helmighausen und östlich von Löningen. Für diesen Abschnitt wurde die Linie bestimmt. Die Vorentwürfe sind in Arbeit.
Der fünfte Planungsabschnitt mit einer Länge von rund 10 km beginnt östlich von Löningen und endet östlich der Ortsumgehung Lastrup. Zwischen Löningen und westlich von Lastrup wird eine südliche Richtungsfahrbahn ergänzt. Die Ortsumgehung Lastrup wird bei Anpassung der Kurvenradien ausgebaut. Zwei Anschlussstellen sind vorgesehen: Lastrup-Nord und Lastrup-Ost. Hingegen wird die heute bereits vorhandene Anschlussstelle Lastrup-West entfallen. Die Voruntersuchung ist abgeschlossen. Deren Ergebnisse wurden im Januar 2012 der Öffentlichkeit präsentiert.
Der sechste Planungsabschnitt mit einer Länge von rund 8,2 km erstreckt sich östlich von Lastrup bis westlich von Cloppenburg. Die Trasse wird die Bestandsstrecke nutzen und im westlichen Teil durch eine nördliche Richtungsfahrbahn und im östlichen Teil durch eine südliche zweite Fahrbahn ergänzt. Insgesamt sind hier zwei Anschlussstellen vorgesehen: bei Kneheim und bei Cloppenburg-Stapelfeld. Die fertiggestellte Voruntersuchung wurde der Öffentlichkeit ebenfalls im Januar 2012 vorgestellt. Der Planungsabschnitt 7 umfasst die vierstreifig bereits ausgebaute Ortsumgehung Cloppenburg.
Der achte Planungsabschnitt erstreckt sich auf einer Länge von 12,3 Kilometern zwischen Cloppenburg-Bethen und östlich der Anschlussstelle mit der A 1. Er ist planfrei bereits ausgebaut. Im Wesentlichen ist die Ergänzung einer nördlichen Richtungsfahrbahn vorgesehen. Lediglich im östlichen Abschnitt ist eine zweite Fahrbahn südlich des Bestandes geplant. An das übrige Straßennetz soll an vier Stellen angeschlossen werden: bei Cloppenburg-Höltinghausen, westlich Emstek, südlich Emstek bzw. nordöstlich Cappeln (Oldenburg) und östlich Emstek. Die fünfte Anschlussstelle mit der A 1 soll als Kleeblatt ausgebaut werden. Das Ergebnis der Voruntersuchung wurde im Januar 2012 der Öffentlichkeit präsentiert.
Gegen das gesamte Projekt regt sich Widerstand. So engagiert sich der Verein „Verkehrswende Cloppenburg-Emsland“ gegen das geplante Vorhaben. Insbesondere tragen die Gegner vor, dass die Strecke bereits bedarfsgerecht ausgebaut und ein wirtschaftlicher Nutzen für die Region nicht erkennbar sei. Zudem durchschneide die Trasse einzigartige Landschaften, gefährde schützenswerte Tier- und Pflanzenarten sowie die Landwirtschaft. Auch sei mit Mehrbelastungen bei Schmutz- und Lärmemissionen zu rechnen.

### Ortsumgehung Delmenhorst
Im Rahmen der Vorplanung zur Ortsumgehung Delmenhorst ist beabsichtigt, die B 213 in Richtung Norden zu verlängern. Dabei soll Delmenhorst westlich bzw. östlich in Richtung Wesermarsch bzw. den neuen Wesertunnel im Zuge der Bundesautobahn 281 umfahren werden.

### Umgehung von Lingen-Damaschke und Nordtangente Lingen
Von zwei Vorhaben der Stadt Lingen werden auch verkehrliche Wirkungen auf die Bundesstraße 213 erwartet. So soll eine Straßenverbindung nördlich um den Stadtteil Damaschke zur Abfahrt Altenlingen der bestehenden Umgehungsstraße (Bundesstraße 70) geschaffen werden, um die Ortsdurchfahrt von Damaschke zu entlasten. Während ein erster Teilabschnitt der städtischen Ulanenstraße fertiggestellt ist, ist eine zweite Teilstrecke im Bau. Die Verkehrsübergabe sollte noch im Herbst 2013 erfolgen. Seit Jahren kämpfte eine Bürgerinitiative für diese Umgehung.
Des Weiteren ist in städtischer Baulast eine Nordumgehung für Lingen in Planung, die von der Abfahrt Altenlingen (B 70) an der Erdölraffinerie Emsland vorbei über Wachendorf bis zur Anschlussstelle Wietmarschen der A 31 verlaufen soll.

## Überquerte Gewässer
- Nordhorn-Almelo-Kanal
- Vechte
- Ems-Vechte-Kanal
- Lee
- Ems
- Dortmund-Ems-Kanal
- Hase
- Soeste
- Hunte